# Safa (dieu)
Pour l’article homonyme, voir Safa.
Safa (cyrillique: Сафа) est le dieu de la chaîne du foyer, protecteur du foyer et du feu, de la mythologie ossète.
Il joue un grand rôle dans la vie familiale et sociale. Au milieu du XIXe siècle, les parents confiaient leurs enfants à Safa avant de les coucher. Lors du mariage, la fiancée tournait trois fois autour de l'ancienne maison et faisait pareil autour de la nouvelle maison pour que Safa protège la maison.